# اولیس ۵۲۵۴
سیارک ۵۲۵۴ (به انگلیسی: 5254 Ulysses، نامگذاری:1986VG1) پنج هزار و دویست و پنجاه و چهارمین سیارک کشف شده‌است که در ۷ نوامبر ۱۹۸۶ کشف شد.
قدر مطلق سیارک برابر ۸٫۸۰ است.